# Calaway Park

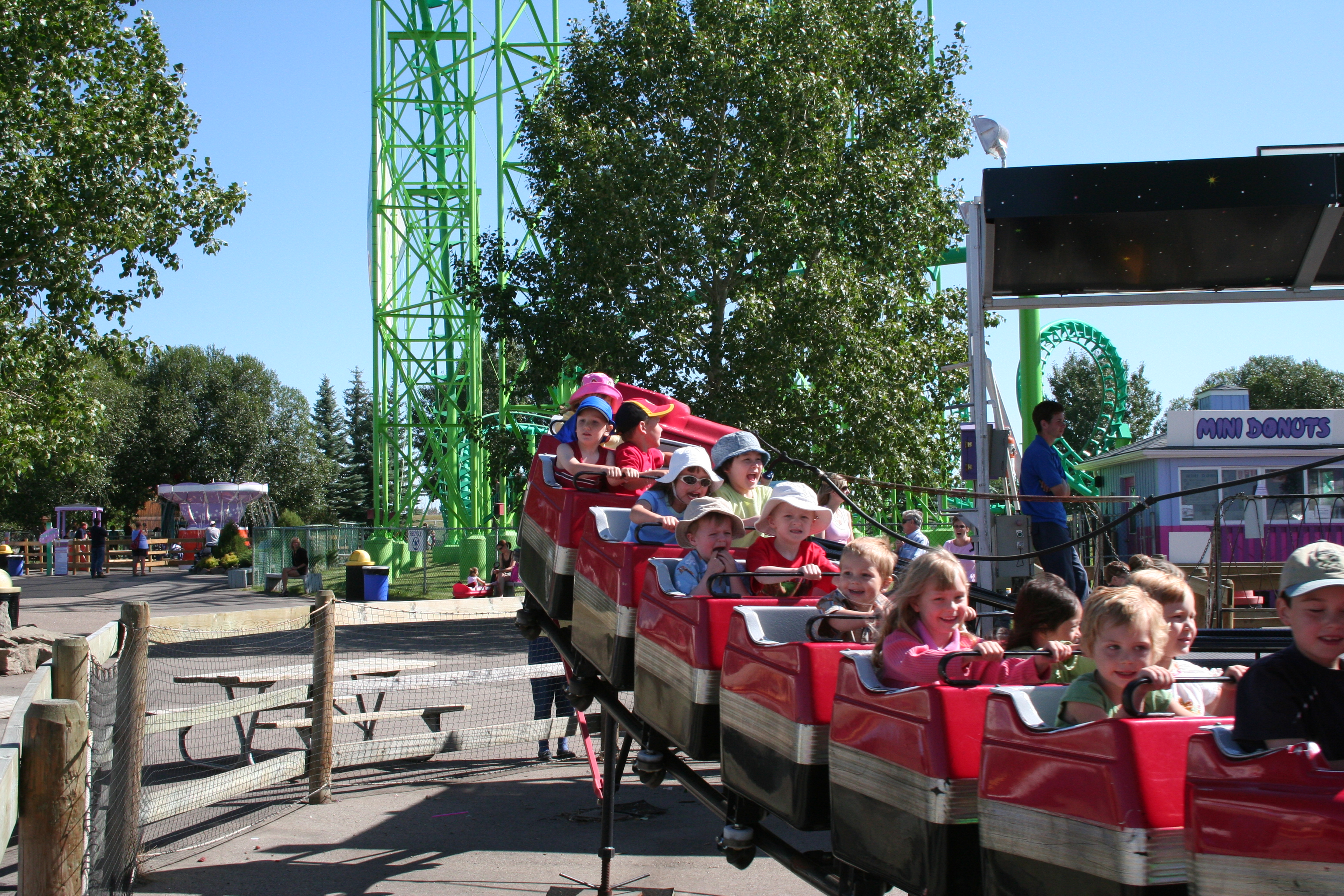
O Calaway Park.

O Calaway Park é o maior parque de diversões exterior do Canadá. Localiza-se 10 km a oeste de Calgary, Alberta, Canadá.
O parque tem variadas diversões, incluindo um canal com canoas, as diversões "Chaos" e "Storm", e duas das maiores atracções do parque: as montanhas russas "The Vortex" e "Dream Machine".
O Calaway Park é uma popular atracção entre as famílias que vivem na cidade. O parque tem 60 diversões e cerca de 22 balcões de comida. O parque faz 27 anos em 2008.